# Golmar (Puebla del Brollón)
Golmar es una aldea española actualmente despoblada, que forma parte de la parroquia de Brence, del municipio de Puebla del Brollón, en la provincia de Lugo, Galicia.

## Localización
Está situado a 462 metros de altitud en plena sierra de Augalevada.